# جون لوكوود
جون لوكوود هو سياسي أسترالي، ولد في 18 يوليو 1936 في Babinda ‏ في أستراليا. نشط حزبياً في Queensland Liberal Party ‏. وقد انتخب عضو المجلس التشريعي لولاية كوينزلاند ‏.